# Американский терпуг
Американский терпуг или десятилинейный терпуг (лат. Hexagrammos decagrammus) — морская донная рыба семейства терпуговых (Hexagrammidae). Эндемик северо-восточной части Тихого океана.

## Описание
Максимальная длина тела 61 см, а масса — до 2,1 кг.
Максимальный достоверно зарегистрированный возраст — 18 лет.
Спинной плавник с выемкой, разделяющей колючую часть с 21—22 лучами и мягкую часть с 24 лучами. В анальном плавнике 1 колючий луч и 23—24 мягких лучей. В грудном плавнике 18—20 лучей, разделённых широкими рассечёнными перепонками. Хвостовой плавник закруглённый или усечённый. За глазами и на затылке имеются парные мочки.
По бокам тела проходят по пять боковых линий; первая доходит до задней части спинного плавника, три следующих проходят вдоль всего тела, а последняя раздваивается между брюшными плавниками и анальным плавником.
Самцы и самки выглядят столь различно, что вначале их описывали, как разные виды. Окраска тела у рыб обоих полов варьирует от светло-серой до коричневой. У самцов по телу и голове разбросаны многочисленные голубые или синие пятна неопределённой формы, вокруг которых расположены мелкие красные пятнышки. Окраска самок однотонная с мелкими тёмными точками.

## Распространение и местообитания
Встречается только в северо-восточной части Тихого океана от Алеутских островов и залива Аляска до южной Калифорнии.
Прибрежная донная рыба, обитает на глубине от 1 до 46 м у скал и рифов над скалистыми и песчаными грунтами, часто в зарослях водной растительности. Ведёт оседлый одиночный образ жизни, совершает лишь сезонные нерестовые миграции.

## Размножение
Сроки нереста различаются в разных частях ареала. В Калифорнии нерест происходит в декабре—феврале, в заливе Пьюджет-Саунд и Британской Колумбии — в конце осени, а в заливе Аляска в августе—сентябре.
Для нереста подходят близко к берегам, самцы начинают нерестовую миграцию раньше самок, выбирают нерестовую территорию и начинают охранять её. Нерест порционный, самка делает несколько кладок, в некоторых случаях в одной кладке может быть икра нескольких самок.
Икра откладывается на скальный грунт, покрытый обрастаниями (перифитон), на водную растительность, иногда в пустые раковины гигантского морского жёлудя (Ballanus nubilis).
Клейкие икринки диаметром 2,2—2,5 мм прикреплены друг к другу, а общая масса икринок прикрепляется к грунту. В кладке 1500—9600 икринок. Размер кладки достигает размера теннисного мяча. Икра в кладке синего цвета с различными оттенками на разных стадиях развития. Икринки содержат многочисленные мелкие желтовато-оранжевые жировые капли.
После нереста самки сразу откочёвывают к местам нагула, а самцы, после оплодотворения икры, охраняют кладки вплоть до вылупления личинок. Один самец может охранять несколько кладок. Если по каким-либо причинам кладка не охраняется самцом, то вся икра поедается хищниками.
Эмбриональное развитие продолжается 4—5 недель. Часто со временем кладка покрывается диатомовой эпифлорой.
Личинки и молодь в возрасте до 1 года обитают в пелагиали, разносятся течениям на значительные расстояния (иногда до 500—600 миль от берега), затем переходят к бентическому образу жизни.

## Питание
Личинки и молодь американского терпуга питаются зоопланктоном. В период размножения массовых видов рыб (например, тихоокеанской сельди Clupea pallasii) молодь может переходить почти полностью на питание икрой и личинками этих рыб. У взрослых особей спектр кормовых организмов очень широкий, в состав рациона входят амфиподы, изоподы, гастроподы, полихеты, креветки, крабы, моллюски и мелкие рыбы.
Кормовые организмы потребляются с помощью всасывания с током воды, создаваемого за счёт изменения давления в ротовой полости. Степень изменения давления может регулироваться в зависимости от типа жертвы.
Молодью американского терпуга питаются многие виды донных рыб, а взрослые особи подвергаются прессу хищных видов, таких как зубастый терпуг и обыкновенный тюлень.

## Хозяйственное значение
Специализированного лова не ведётся, попадается в виде прилова при траловом и ярусном промысле зубастого терпуга и других донных рыб. Часто попадается во время рыбалки с берега или небольших лодок в прибрежье. Излюбленный объект подводной охоты.